# Oregon Country
El Oregon Country (traducido como País del Oregón y designado como un distintivo del territorio de Oregón y actual estado de Oregón), era el nombre con el que se conocía la región del noroeste de América del Norte situada al oeste de las Montañas Rocosas, hasta el océano Pacífico, y comprendida, aproximadamente, entre las latitudes 42° N y 54°40' N. su origen más que probable se debió a españoles que lo llamaron con el nombre español de la zona de Aragón en España, que por pronunciación indígena acabó en Oregón. 
Actualmente, ese territorio está dividido entre la provincia canadiense de Columbia Británica, y los estados estadounidenses de Oregón, Washington y Idaho, así como partes de Montana y Wyoming.

## Etnias nativas
A la llegada de los europeos el territorio se encontraba habitado por numerosas tribus amerindias, como los Nutcas (en grafía inglesa: "nootkas"), Chinuc, Lummni, Bella-Bella, Bella Coola, Shalish, Tlinglit, Kwakiutl, Haida, Macah, Quinault, Nez Percé, Okanogan, Palouse, Quileute, Espocanes, Uenachi, Yakima, Babine, Chilcotín o Tsilhqot'in, Gitksam, Kaska, Sinixt, Nuxálk, Sekanri, Tsetsact o Kutenai.

## Presencia española

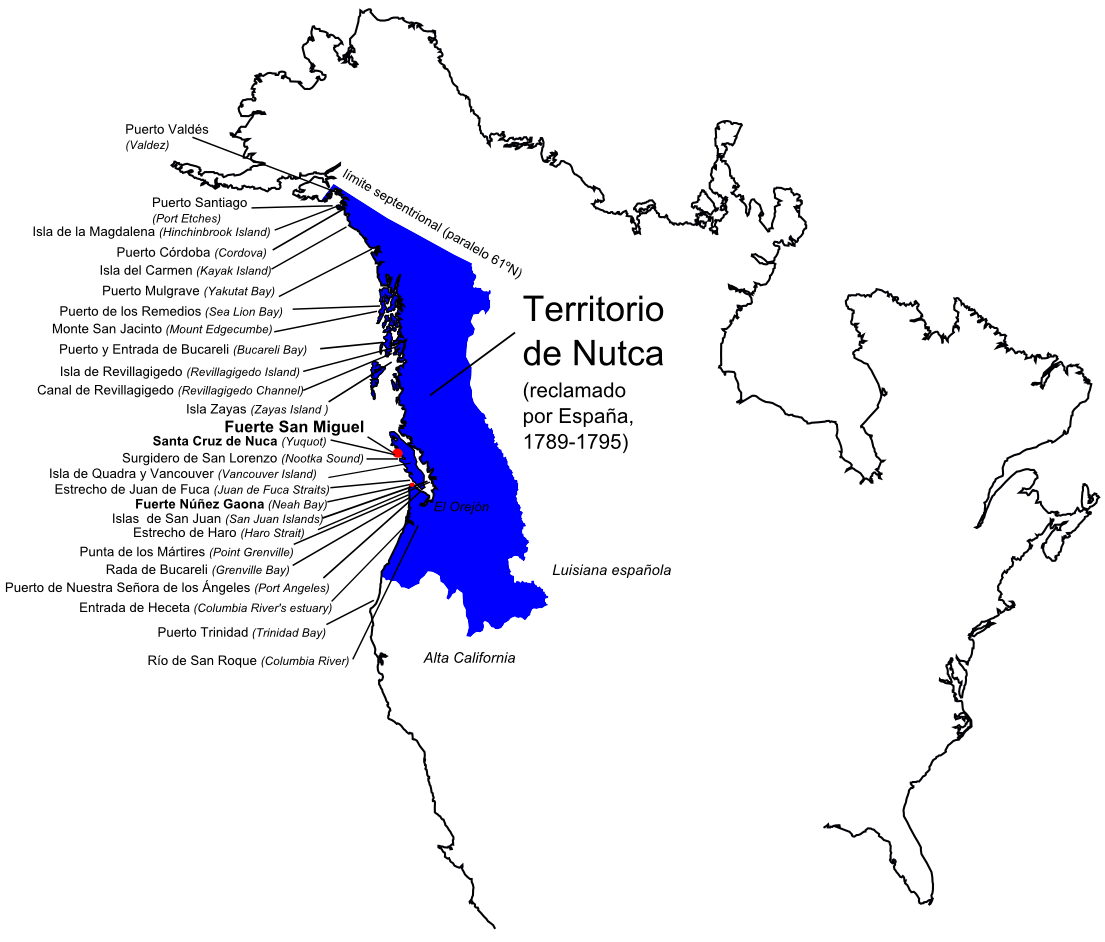
Territorio de Nutca (reclamaciones territoriales de España en la Costa Oeste de Norteamérica, siglo) y toponimia española

Los primeros europeos en llegar fueron los españoles, que realizaron sus primeras exploraciones en el siglo XVI (véase historia de California). Bartolomé Ferrelo partiendo del Puerto de Navidad alcanzó la latitud costera de los 44° N en 1543. De los españoles procede el topónimo; el nombre «Orejón» se encuentra frecuentemente en las crónicas de América. El nombre (que se refiere al actual estado de Estados Unidos «Oregon», aunque en esa época se le daba ese nombre también a otros extensos territorios del noroeste americano como todo el territorio del actual estado de Washington y la actual provincia canadiense de Columbia Británica) procede de la crónica "Relación de la Alta y Baja California" (1598), del novohispano Rodrigo Montezuma, y hace referencia al río que hoy se llama «Columbia». Esta crónica de Rodrigo Montezuma, es la primera referencia topográfica y lingüística respecto al nombre «Oregón». 
En cuanto a la etimología del topónimo existen tres versiones principalmente aceptadas: la primera, que se originó en el nombre que dieron los españoles a algunas tribus del territorio, orejón. Otra versión afirma que toma el nombre del español orégano, que crece de forma salvaje al sur de la región. La última versión afirma que se deriva de la palabra huracán, en francés ouragan, es entonces muy probable que a partir de un étimo español como «El Orejón» (aludiendo en español a ciertas etnias que se agrandaban las orejas, o recordando a cierta zona de España) se sumaran convergentemente más etimologías (como el culteranismo Orosregión es decir: Región [de las] montañas... y ¿cuándo no en aquellas épocas en las cuales el mercantilismo imperaba en la entonces gran potencia europea que era España con su fiebre del oro: Oro-región, es decir: «Región del oro» lo cual no sería muy equivocado ya que los territorios de la Alta California, Alaska y Klondike entre las cuales la región del Oregón se encuentra eran muy ricas en oro.) y así otras probables etimologías basadas en la paronomasia, entonces lo más probable es que la región haya recibido un primer nombre español y luego lo reforzaran más palabras con etimologías válidas para el extenso territorio que inicialmente fue español y luego fue repartido entre el Reino Unido y los Estados Unidos. Lo más plausible es que el nombre fuese dado por los españoles, pues el topónimo "Oregón" (de orégano) existe en España, así como un "Arroyo del Oregón", sito en el Campo de Montiel (Ciudad Real), afluente por la izquierda del río Jabalón y que pasa por Santa Cruz de los Cáñamos y por Alcubillas. De los españoles procede el topónimo ya que el territorio fue llamado originalmente de los «Orejones» o, como era frecuente en el idioma español de entonces la singularización «El Orejón» con la mutación fonémica, por transliteración del español al inglés, de la letra j por g. A finales del siglo XVIII, ante las incursiones y reclamaciones de los rusos procedentes de Alaska y de los británicos, España extendió sus reclamaciones por el norte hasta el paralelo 60° N, hasta el sur de la actual Alaska, enviando varias expediciones, entre las que destacaron las de Juan José Pérez Hernández (1774) –que descubrió para los europeos el monte Olympus, al que bautizó como Sierra Nevada de Santa Rosalía–, Manuel Quimper, Francisco de Eliza –que descubrió el puerto al que llamó Nuestra Señora de los Ángeles (hoy Port Ángeles), estableciendo allí un apostadero–, Jacinto Caamaño, Dionisio Alcalá Galiano, Cayetano Valdés, Gonzalo López de Haro, Pedro Alberni, Francisco Antonio Mourelle, Salvador Fidalgo, Juan Carrasco, José María Narváez, Bruno de Heceta, Juan Francisco de la Bodega y Quadra y Alejandro Malaspina.
Uno de los núcleos de los españoles en el Oregón fue establecido en la isla de Quadra y en el fuerte de San Miguel de Nutcas, al mando de Esteban José Martínez (ver: Territorio de Nutca) quedando el territorio incorporado al Virreinato de Nueva España. Ante la presión conjunta de británicos y rusos, los españoles debieron de retroceder, y por la Convención de Nutca la frontera española (que era también el límite de la Alta California) descendió a los 49° N (aproximadamente el límite sur del Canadá), límite que se mantuvo hasta el tratado Adams-Onís de 1819. 
En 1790, el virrey de la Nueva España, conde de Revillagigedo, hizo edificar el Fuerte de Santa Rosalía o Fuerte Núñez Gaona lo cual fue cumplimentado en el verano de año siguiente  por Salvador Fidalgo y la gente a sus órdenes en la Bahía Nea, en las cercanías del poblado hoy llamado Neah Bay (aprox. en 48°21′01″N 124°38′01″O / 48.35028, -124.63361). En 1811, antes del tratado, el comerciante John Jacob Astor fundaba, mediante una expedición conjunta por tierra y mar, la factoría de Astoria en la boca del río Columbia.

## El Reino Unido y los Estados Unidos en el Oregón

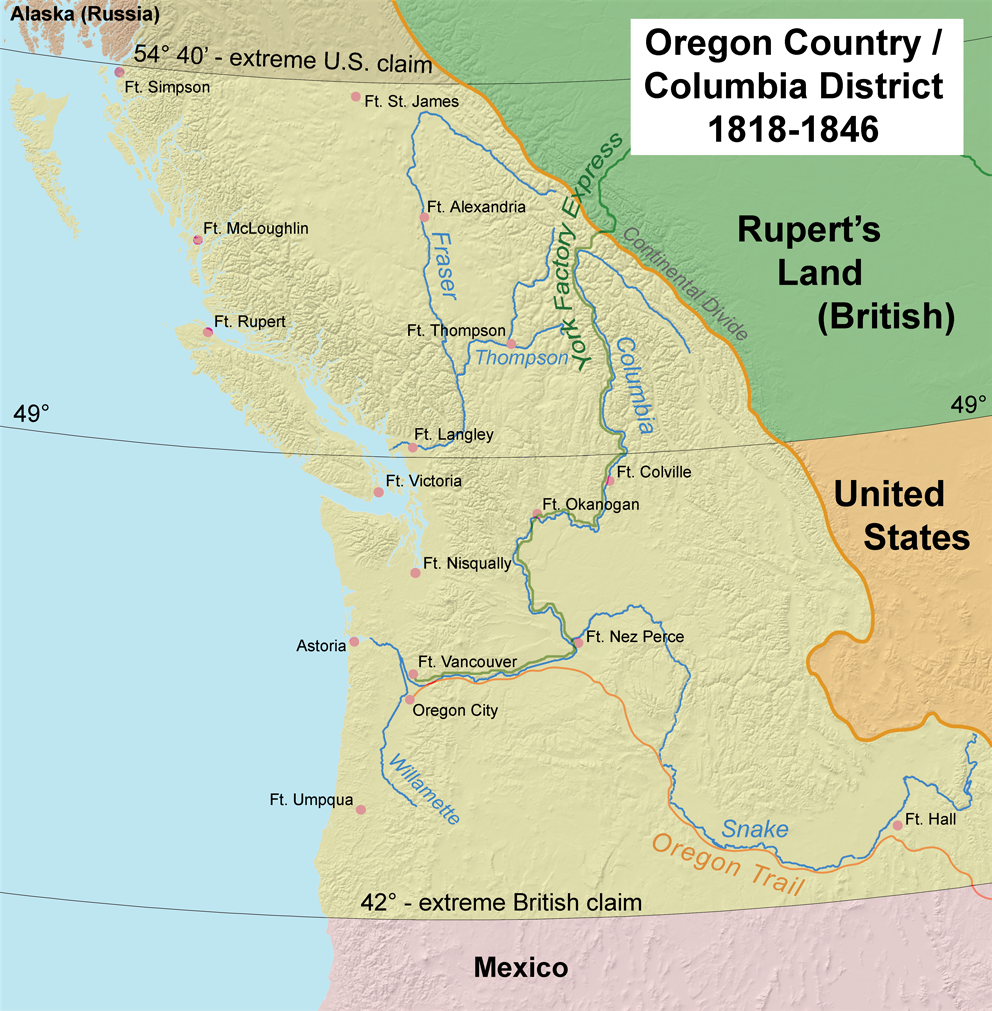
El territorio de Oregón (1818-46)
En rosa pálido, territorio de México; en naranja, antiguo territorio de La Luisiana, ya anexada a los EE. UU.; en verde, territorio del Dominio Inglés del Canadá; en marrón, arriba a la izquierda, territorios reconocidos por Inglaterra y los EE. UU. a la América Rusa (Alaska); en marrón más claro, condominio anglo-estadounidense de El Oregón, sobre territorios anteriormente novohispanos.

El territorio de Oregón fue reclamado originalmente por Gran Bretaña, Francia, Rusia y España; la reclamación española fue retomada a partir de 1819 por los Estados Unidos. La extensión del área reclamada fue imprecisa al principio, evolucionando a lo largo de décadas en las fronteras establecidas en el tratado de 1818 entre británicos y estadounidenses.
Estados Unidos basó su reclamo, en parte, a la entrada de Robert Gray en el río Columbia en 1792 y la expedición de Lewis y Clark en la zona. Gran Bretaña basó sus pretensiones en parte en las exploraciones británicas del río Columbia por David Thompson y la exploración previa a lo largo de la costa. La reclamación de España se basó en el Inter caetera y Tratado de Tordesillas de 1493, así como la exploración de la costa del Pacífico a finales del siglo XVIII. Rusia basó sus pretensiones en sus exploraciones y actividades comerciales en la región y asentó como su propiedad la región al norte del paralelo 51° por el ukase de 1821, que fue opacado rápidamente por los otros poderes coloniales y se retiró al paralelo 54°40' norte por diversos tratados firmados por separado con los Estados Unidos y Gran Bretaña en 1824 y 1825, respectivamente. España cedió sus pretensiones sobre el territorio a través de los Convenciones de Nutca de la década de 1790 y del tratado Adams-Onís de 1819. En las Convenciones de Nutca, que siguieron a la crisis de Nutca, España le concedió a Gran Bretaña derechos para el acceso al noroeste del Pacífico, aunque no estableció el límite con la California española, ni tampoco cedió los derechos españoles en la zona. España más tarde renunció a cualquier reclamo remanente del territorio al norte del paralelo 42° a los Estados Unidos como parte del Tratado de Adams-Onís de 1819. En la década de 1820, Rusia renunció a sus pretensiones al sur del paralelo 54°40' norte y al este del meridiano 141° en tratados separados con los Estados Unidos y Gran Bretaña.
A partir de estos tratados, se concretó la presencia británica y estadounidense llamándosele a esta extensa región «País del Oregón» (en inglés, Oregon Country). Los estadounidenses pronto extendieron sus asentamientos y puestos comerciales hacia la costa del Pacífico, con el fin de conseguir una ruta terrestre que les permitiese abrir sus mercados al Japón y China. Por ello se realizó por tierra la expedición de Lewis y Clark asesorados por el español Manuel Lisa, quien ya había inaugurado desde tiempos de la Luisiana española la ruta que luego se haría célebre como Camino del Oregón, la cual unía las costas del océano Pacífico Norte con la extensa cuenca del río Misisipi.
Los británicos pretendieron la totalidad del territorio ya llamado «Oregon», es decir, llevaban su reclamación por el sur hasta el paralelo 42° norte, que había sido el límite acordado en 1819 entre España y los Estados Unidos en el Tratado Adams-Onís. El contencioso entre Gran Bretaña y los Estados Unidos se resolvió de forma pacífica, y hasta 1846 el Reino Unido –en lo fáctico, la propia Inglaterra– y los Estados Unidos, mediante la Convención anglo-estadounidense de 1818, ejercieron un condominio sobre todo el Territorio de Oregón, asegurándose además la inhibición de posibles reivindicaciones mexicanas o rusas.
En 1821, como parte de la fusión forzada entre la Compañía del Noroeste y la Compañía de la Bahía de Hudson, el parlamento británico impuso las leyes del Alto Canadá a los súbditos británicos ubicados en la Tierra de Rupert y el Distrito de Columbia, y le dio la autoridad para hacer cumplir esas leyes a la Compañía de Hudson. John McLoughlin, como jefe principal del Fuerte Vancouver, aplicó la ley a los súbditos británicos y trató de mantener el orden público incluso sobre los colonos americanos.
En 1843 los colonos establecieron su propio gobierno, llamado «Gobierno Provisional de Oregón». Una comisión legislativa redactó un código de leyes conocidas como la Ley Orgánica. Se incluyó la creación de un comité ejecutivo de tres, un poder judicial, milicia, leyes de la tierra, y cuatro condados. Hubo vaguedad y confusión sobre la naturaleza de la Ley Orgánica de 1843, en particular si era constitucional o legal. En 1844, una nueva comisión legislativa decidió considerarlo legal. La Ley Orgánica de 1845 hizo cambios adicionales, incluyendo el permiso de participación de súbditos británicos en el gobierno. En 1846 se establecieron los límites entre el dominio –entonces inglés– de la Columbia Británica y el Territorio de Oregón estadounidense por medio del Tratado de Oregón, estableció los límites de las jurisdicciones entre Gran Bretaña y los Estados Unidos hasta los 54°40' norte. Estos límites resultaron ser, en general, los fijados entre Gran Bretaña y España durante la Convención de Nutca de 1790, si bien los Estados Unidos pretendían toda la costa de la Columbia Británica hasta Alaska e Inglaterra exigía por el sur las costas del estrecho de Juan de Fuca (que actualmente corresponden al sector extremo noroeste del estado de Washington).
Una facción de políticos esperaba seguir la evolución política de Oregón como una nación independiente, pero la presión para unirse a los Estados Unidos prevalecería en 1848, cuatro meses después de la Intervención estadounidense en México.